# Racemobambos rupicola
Racemobambos rupicola är en gräsart som beskrevs av Elizabeth A. Widjaja. Racemobambos rupicola ingår i släktet Racemobambos och familjen gräs. Inga underarter finns listade i Catalogue of Life.